# Manoise
La Manoise est une rivière française du département de la Haute-Marne, affluent droit de la Sueurre et sous-affluent de la Seine par le Rognon et la Marne.

## Géographie
La Manoise prend sa source à la reculée du Cul du Cerf sur la commune d'Orquevaux à 232 m d'altitude.
Elle se dirige globalement du nord est au sud-ouest.
Sa longueur est de 13,5 km
A quelques kilomètres au nord du Cul du Cerf, dans une forêt située sur le territoire de la commune de Trampot se trouvent des dolines causées par l'existence d'un réseau souterrain nommé Hadès ayant relié la Manoise au Rongeant il y a quelques milliers d'années.

### Communes et cantons traversés

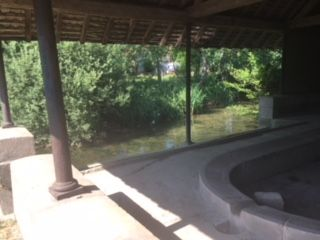
Vue de la Manoise depuis le lavoir d'Humberville

Les cinq communes traversées sont, dans le sens amont vers aval, Orquevaux, Humberville, Manois, Reynel et Vignes-la-Côte.
L'intégralité de la Manoise se trouve dans le département de la Haute-Marne. Elle s'étend dans l'arrondissement de Chaumont, sur les cantons de Poissons (où elle prend sa source) et de Bologne (où elle conflue avec la Sueurre).

### Toponyme
La Manoise tient son nom de la commune de Manois où elle passe.

### Bassin versant
La Manoise traverse une seule zone hydrographique « La Sueurre de sa source au confluent du Rognon (exclu) » (F516) de 229 km2 de superficie.

## Affluents
La Manoise a sept tronçons affluents référencés dont trois bras intitulé la danoise dont quatre affluents :
- Le ruisseau de Lavau long de 3 km. Il prend sa source à Vesaignes-sous-Lafauche, traverse la commune d'Orquevaux et conflue avec la Manoise à Humberville ;
- Le ruisseau de Nevau long de 1,1 km. Il prend sa source à Orquevaux et conflue avec la Manoise à Humberville ;
- Le ruisseau de Rampont long de 1,1 km. Il prend sa source à Manois et conflue avec la Manoise à Reynel ;
- Le ruisseau de Battants long de 4,4 km. Il prend sa source à Rimaucourt et conflue avec la Manoise à Reynel.

### Rang de Strahler
Donc son rang de Strahler est de deux.